# Sveti Grgur
Sveti Grgur (kroatisch für „Heiliger Gregor“) ist eine kroatische Adria-Insel zwischen den Inseln Rab und Krk. Die ehemalige Gefängnisinsel gehört zur Gespanschaft Primorje-Gorski kotar und erstreckt sich über eine Fläche von 6,37 Quadratkilometern.

## Gefängnisinsel
Die Insel war ab 1948 Standort eines Frauengefängnisses im sozialistischen Jugoslawien. Inhaftiert wurden vor allem politische Gefangene, die als Gegnerinnen des Ministerpräsidenten und Staatspräsidenten Tito galten. Die Geschichte der Insel ist wenig aufgearbeitet. Sie ist heute unbewohnt, kann aber spätestens seit den 1980er Jahren von Touristen besichtigt werden.
Grgur ist Nachbarinsel von Goli Otok, die als Gefängnisinsel für Männer genutzt wurde.

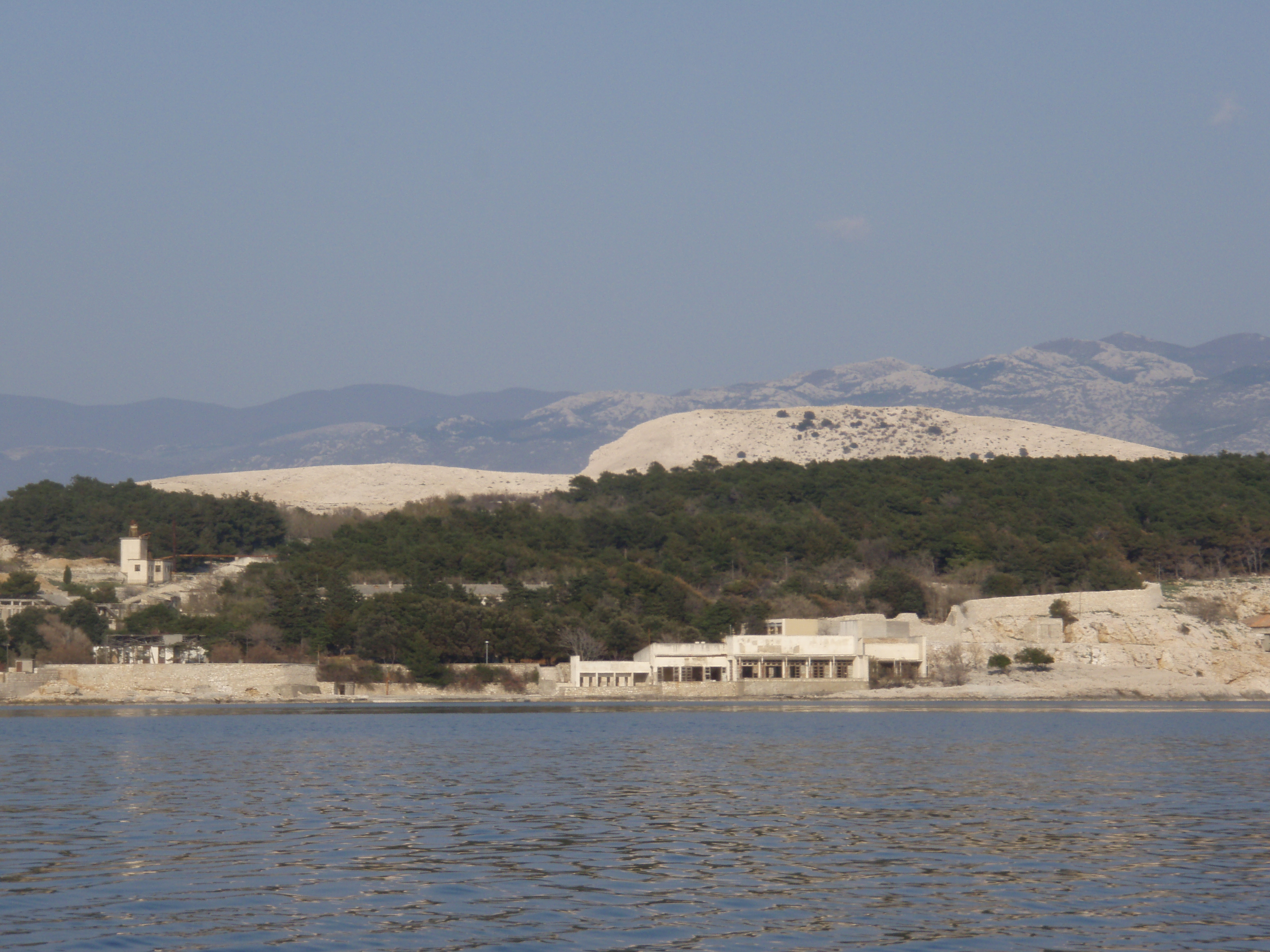
Blick auf die Küste von Sveti Grgur

## Fauna
Auf der Insel lebt eine Population von Hirschen, die von Touristen gefüttert werden und daher wenig Scheu gegenüber Menschen haben.

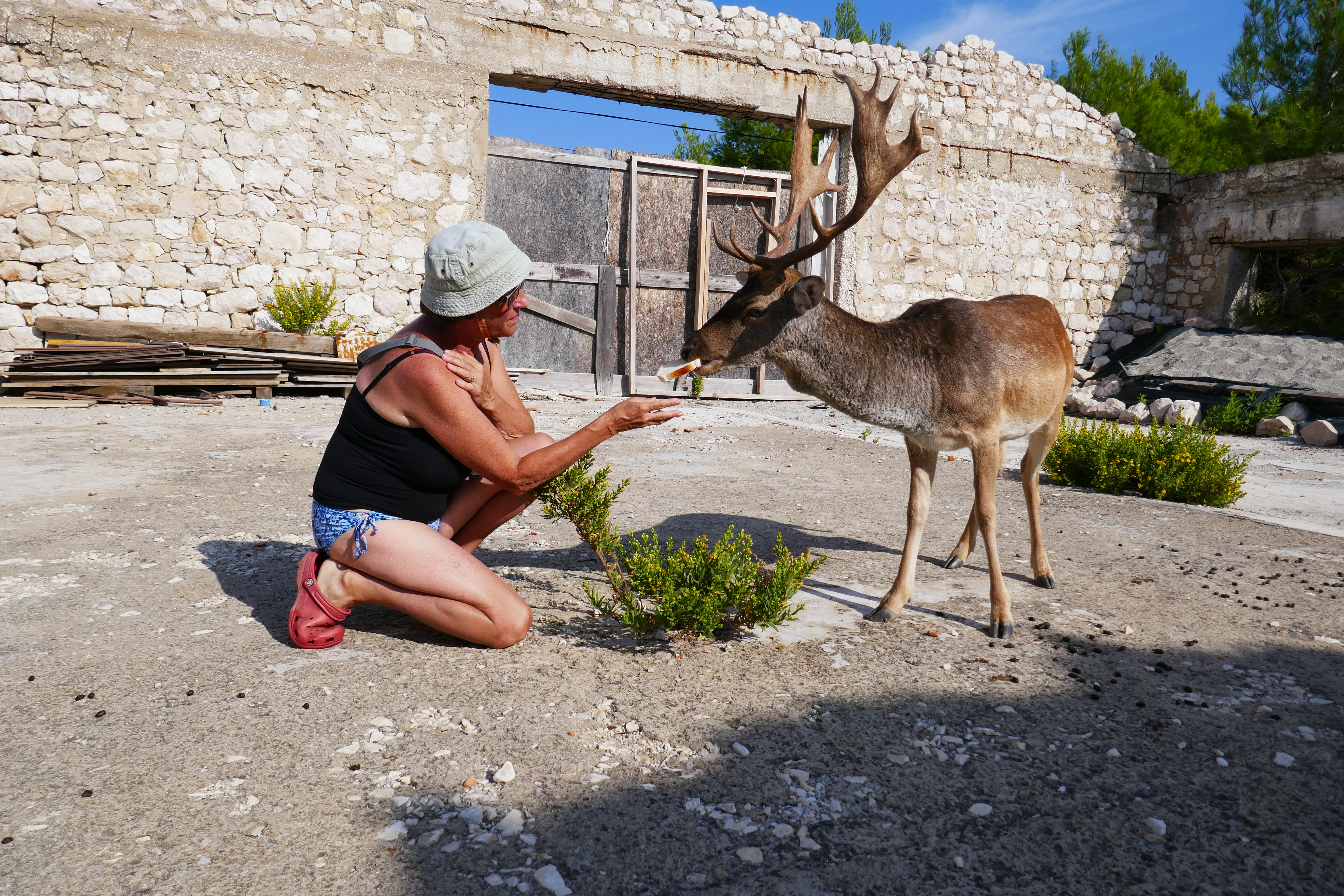
Zahmer Hirsch auf der ehemaligen Gefängnisinsel Sveti Grgur in der kroatischen Adria

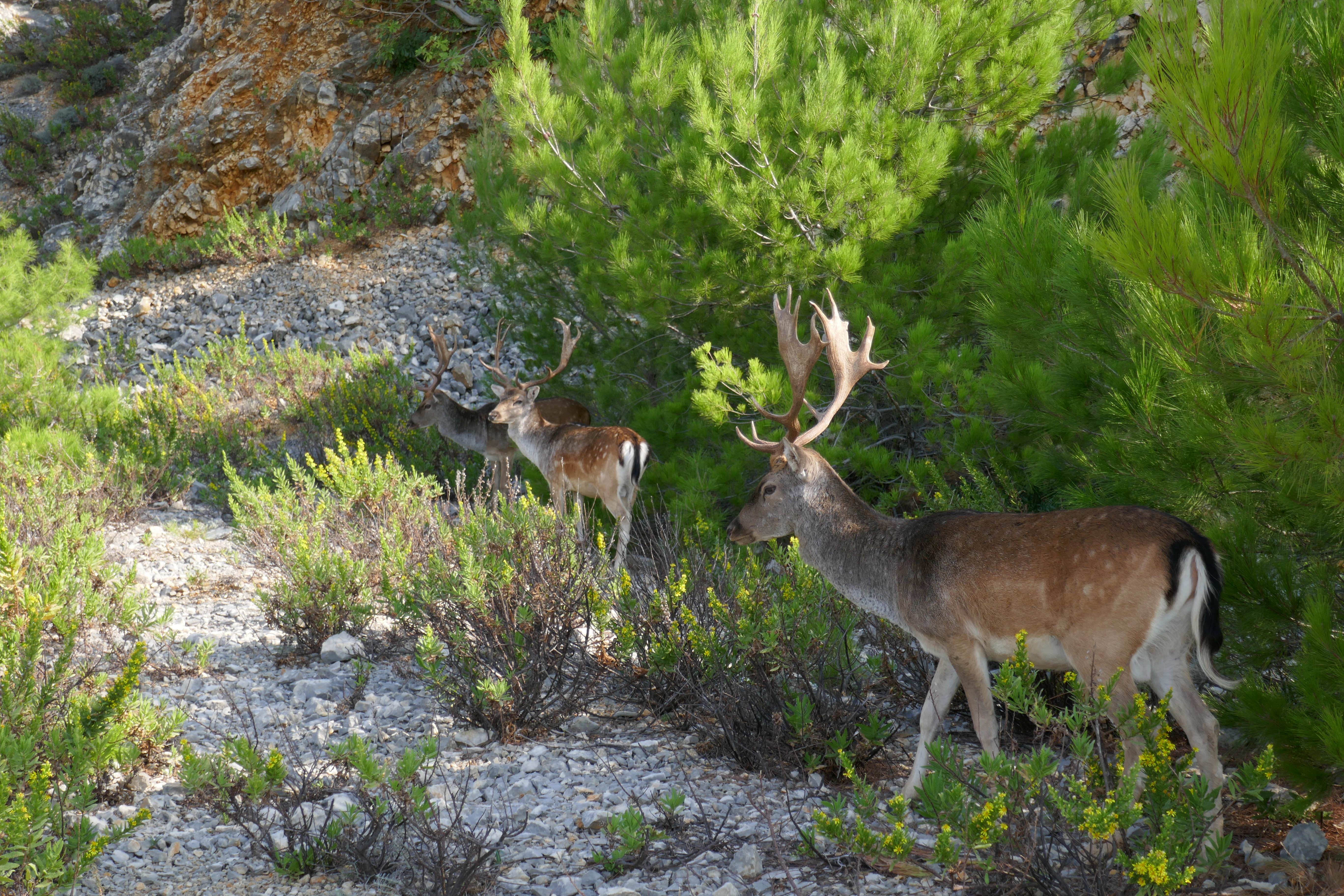
Hirsche auf Sveti Grgur